# Santa María de Pantasma
Santa María de Pantasma è un comune del Nicaragua facente parte del dipartimento di Jinotega.